# Taraxacum lainzii
Taraxacum lainzii é uma espécie de planta com flor pertencente à família Asteraceae. 
A autoridade científica da espécie é Soest, tendo sido publicada em Trab. Jard. Bot. Univ. Santiago de Comp. No. 7, 5 (1954).

## Portugal
Trata-se de uma espécie presente no território português, nomeadamente em Portugal Continental e no Arquipélago da Madeira.
Em termos de naturalidade é nativa das duas regiões atrás indicadas.

## Protecção
Não se encontra protegida por legislação portuguesa ou da Comunidade Europeia.